# Мирослав Клозе
Мирослав Йозеф Клозе (на немски: Miroslav Klose, роден като Mirosław Marian Klose) е бивш германски футболист, нападател. Роден е на 9 юни 1978 г. в Ополе, Полша. Клозе е футболистът с най-много голове за Националния отбор на Германия (71), с най-много попадения на световни финали – 16 и един от всичко тримата футболисти, отбелязали голове на четири световни първенства (2002, 06, 10 и 14 г.).

## Биография
Клозе е син на Йозеф Клозе и Барбара Йец. Неговият полски баща е бивш футболист, чийто връх в кариерата е сезон 1980-1981 г., когато играе в Оксер (Фр). Майка му е бивша хандбалистка, стигала и до националния отбор на Полша.
Клозе прекарва началото на детството си в Полша и след кратко пребиваване на семейството му във Франция на 8-годишна възраст се мести в Германия. Там започва училище и за да се приобщи към местното население започва да тренира футбол. До 19-ата си година тренира на аматьорско равнище, след което подписва първия си професионален договор.
Клозе играе в своите младежки години в Блаубах-Дийдеркопф, където напуска младежкия отбор, който се подвизава в Бециркслигата (седма лига). През 1998 г., почти на 20 години, се мести в някогашния елитен Хомбург и играе за втория им отбор във Фербандслигата (пета лига). През 1999 г. отива в Кайзерслаутерн и играе за втория им отбор в аматьорската лига, но скоро пробива в първия отбор, който по това време е един от водещите в Бундеслигата. През април 2000 г. записва първите си минути в Бундеслигата, след което следва лек спад в кариерата му.
През следващия сезон отбелязва 9 гола в 29 мача и с право печели правото да играе с националната фланелка на Германия. Официалният му дебют е на 24 март срещу Албания, където вкарва победния гол за 2:1. През следващия сезон отбелязва 16 гола в Бундеслигата и е един от 23-мата избраници на Руди Фьолер за световното първенство в Корея и Япония. В седем мача отбелязва пет гола, което го прави вторият най-добър нападател на първенството.
В Кайзерслаутерн прекарва 5 години, изиграва 120 мача и отбелязва 44 гола.
През 2004 година Кайзерслаутерн е изправен пред фалит и ръководството е принудено да го продаде на шампиона Вердер, където трябва да замени голмайстора на Бундеслигата Аилтон. Още през първия си сезон бележи 15 гола в 32 срещи и се превръща в основен нападател на тима. Сезон 2005/2006 се превръща в най-успешен за него, след като вкарва 25 гола и прави 15 асистенции в 24 мача в Бундеслигата и става голмайстор на световното първенство отново с 5 попадения. В края на сезона е избран за най-добър играч в Бундеслигата с рекордна преднина пред конкурентите си.
През 2006 води атаката на Германия на световното първенство и вкарва 5 гола. Мирослав става голмайстор на световното и към него проявяват интереси отбори като Реал Мадрид, Милан и Арсенал. Въпреки това, той остава във Вердер. На 26 юни 2007 Клозе преминава в Байерн Мюнхен. Там оформя силен тандем с Лука Тони. Тони става голмайстор на Бундеслигата, а Клозе вкарва общо 20 гола през сезона. През септември 2007 в мачът с Уелс извежда бундестима с капитанската лента. В квалификациите за Мондиал 2010 нападателят вкарва 7 гола. През сезон 2009/10, след привличането на Ивица Олич и Марио Гомес Мирослав остава дълбока резерва и много рядко започва като титуляр. Все пак той намира място в състава на Германия за Мондиал 2010 и се представя на ниво.
През лятото на 2011 Клозе преминава в Лацио със свободен трансфер. Първият си гол за „орлите“ вкарва на македонския Работнички. На 9 септември 2011 дебютира в първенството срещу Милан и отбелязва в 12-ата минута. През октомври Мирослав вкарва победният гол в дербито на Рим. За целия сезон ветеранът отбелязва 16 гола. Повикан е за Евро 2012 в състава на Германия, но и в трите мача от груповата фаза е резерва. През сезон 2012/13 отново е водеща фигура в състава на римските орли. През втория полусезон навлиза в голова суша, но на 5 май 2013 вкарва 5 гола в мач срещу Болоня, ставайки първият играч с подобно постижение от сезон 1984/85.
Клозе има 16 попадения на световни първенства, като по този показател e първи.

## Най-големи успехи
- Световен шампион на Мондиал 2014 / Бразилия
- 1. Второ място на Мондиал 2002
- 2. Трето място на Мондиал 2006 и 2010
- 3. Второ място на Евро 2008
- Голмайстор на Мондиал 2006 (5 гола)
- Шампион на Германия – 2007/08, 2009/10
- Вицешампион на Германия с Вердер Бремен
- Супер купа на Германия 2010
- Купа на Германия 2008, 2010
- Купа на лигата 2006, 2007 с Вердер Бремен
- Голмайстор на Бундеслигата за сезон 2005/2006 с 25 гола
- Футболист на годината за 2006
- Рекордьор по отбелязани голове за националния отбор на Германия – 71
- Рекордьор по отбелязани голове на световни първенства – 16
- Купа на Италия 2013